# Monterrubio (Zamora)
Monterrubio (en senabrés Monterrubiu) es una localidad del municipio de Rosinos de la Requejada, en la comarca de Sanabria, provincia de Zamora (España).

## Historia
La leyenda cuenta que esta pequeña aldea, años atrás, perteneció a una mujer que la dejó en herencia a sus criados, 1800s quienes se repartieron la dote y formaron esta pequeña localidad. [cita requerida]
En todo caso, durante la Edad Media el área que ocupa Monterrubio quedó integrada en el Reino de León, cuyos monarcas podrían haber acometido la repoblación de la localidad dentro del proceso repoblador llevado a cabo en Sanabria.
Posteriormente, en la Edad Moderna, Monterrubio fue una de las localidades que se integraron en la provincia de las Tierras del Conde de Benavente y dentro de esta en la receptoría de Sanabria. No obstante, al reestructurarse las provincias y crearse las actuales en 1833, la localidad pasó a formar parte de la provincia de Zamora, dentro de la Región Leonesa, quedando integrada en 1834 en el partido judicial de Puebla de Sanabria.

### Monterrubio en elDiccionario geográfico-estadístico-histórico de España y sus posesiones de Ultramar
MONTERRUBIO: lugar con ayuntamiento en la provincia de Zamora (13 leguas), partido judicial de Puebla de Sanabria (2), diócesis de Astorga (11), audiencia territorial y capitanía general de Valladolid (28): SITUADO en un valle; su CLIMA es frío: sus enfermedades más comunes reumas y pulmonías. Tiene 40 CASAS, iglesia (San Pelayo), anejo de Carbajalinos, y buenas aguas potables. Confina norte la matriz; este VFillarejo y Gusandanos; sur Anta de Rioconejos; oeste Rosinos, á 1 legua el más distante. El TERRENO es de buena, mediana y mala calidad; y le fertilizan las aguas de un arroyo que se forma en el término; hay un monte de brezo. Los CAMINOS son locales; recibe la CORRESPONDENCIA de Mombuey. PRODUCTOS: centeno, lino, patatas y pastos; cría ganado vacuno, lanar y cabrio, y caza mayor y menor. INDUSTRIA: 4 telares de lienzos del país, y la recría de ganados. COMERCIO: extracción de lino y ganados. POBLACION: 4 vecinos, 16 almas. CAPITAL PRODUCTOS: 4,856 reales. IMPONIBLE: 428. CONTRIBUCION: 454 reales 17 maravedíes. El PRESUPUESTO MUNICIPAL asciende á 40 reales cubiertos por reparto entre los vecinos.

## Patrimonio
El pueblo cuenta con una pequeña ermita que ha sido restaurada.

## Fiestas
La Virgen de la Consolación, se celebra el primer domingo de julio.